# Мерседес Эшли
Мерседес Эшли (англ. Mercedes Ashley), настоящее имя Джунита Торрес (англ. Junita Torres, род. 19 июня 1970 года в Понсе, Пуэрто-Рико) — порноактриса, член зала славы Urban X.

## Биография
Родилась 19 июня 1970 года в Понсе, Пуэрто-Рико. В порноиндустрии дебютировала в 2001 году, в возрасте около 27 лет. Снималась для таких студий, как Wildlife, West Coast Productions, Pure Filth, Feline Films, Elegant Angel и других.
В 2010 году включена в зал славы Urban X. В этом же году покинула индустрию, снявшись в 131 фильме.
Владеет небольшим, но прибыльным бизнесом в интернете, который позволяет ей оставаться дома и заботиться о своих детях. Заявила, что теракты 11 сентября 2001 года нанесли ущерб этому бизнесу, но затем он начал восстанавливаться.

## Награды
- 2010 — включена в зал славы Urban X[3]

## Избранная фильмография
- Black Big Boob MILTF
- Nice Azz Tits 5
- Big Black Tits Big White Dicks
- Black Big Boob Dirty 30’s
- Latin Mommas